# Danielle Macdonald
Danielle Macdonald (* 19. Mai 1991 in Sydney) ist eine australische Filmschauspielerin.

## Leben
Danielle Macdonald wurde 1991 als Tochter einer Italienerin und eines Schotten in Sydney geboren und studierte am Australian Institute for Performing Arts in Naremburn, New South Wales. Im Alter von 18 Jahren zog Macdonald nach Los Angeles, wo sie von Glamour Reel Moments eine erste Rolle in dem Kurzfilm The Thief (2010) erhielt und gemeinsam mit Joel Edgerton und Rosemarie DeWitt spielte. Zwischen 2011 und 2016 hatte Macdonald Gastauftritte in den Fernsehserien Glee, Pretty Little Liars, 2 Broke Girls, Toolies, The Middle und American Horror Story.
Ihre erste Filmrolle erhielt Macdonald in The East, der im Rahmen des Sundance Film Festivals 2013 seine Premiere feierte. Ihre erste Hauptrolle erhielt sie in dem Film Patti Cake$ von Geremy Jasper, der ebenfalls beim Sundance Film Festival seine Premiere feierte und später auch im Rahmen der Filmfestspiele von Cannes vorgestellt wurde. Macdonald wurde in ihrer Rolle mit Schauspielerinnen wie Jennifer Lawrence und Gabourey Sidibe verglichen. Obwohl sie Australierin ist, spielt Macdonald im Film die in New Jersey lebende Nachwuchsrapperin Patricia Dombrowski, genannt Patti, die einen Produzenten sucht, der ihr Zugang zur Hip-Hop-Szene verschafft. Macdonald, die für den Film nicht nur einen amerikanischen Slang einstudieren musste, sondern auch keine Erfahrungen mit dem Rappen hatte, arbeitete regelmäßig gemeinsam mit ihrem Coach, dem New Yorker Rapper und Ghostwriter Skylar Skyzoo Taylor, im Studio an einer genretypischen Interpretation und ihrer Körpersprache. Jasper ließ Macdonald über zweieinhalb Jahre wöchentlich neue Hip-Hop-Songs zukommen, die diese einstudieren sollte.
Eine weitere Hauptrolle erhielt Macdonald in dem Film White Girl Problems von Nahnatchka Khan. 2018 spielte sie in der Tragikomödie Dumplin von Kristin Hahn die Hauptrolle an der Seite von Jennifer Aniston. In der Netflix-Serie Unbelievable war sie 2019 in fünf Folgen neben Merritt Wever zu sehen.
Anke Sterneborg schreibt in epd Film über Macdonald, ähnlich wie Melissa McCarthy und Rebel Wilson habe sich auch die Australierin von allen gängigen Schönheitsidealen emanzipiert.

## Filmografie

### Kino
- 2013: The East
- 2013: Trust Me
- 2014: Every Secret Thing
- 2017: Patti Cake$ – Queen of Rap (Patti Cake$)
- 2017: Lady Bird
- 2018: Bird Box – Schließe deine Augen (Bird Box)
- 2018: Dumplin’
- 2018: Skin
- 2019: Paradise Hills
- 2019: Extracurricular Activities
- 2019: I Am Woman
- 2020: Verrückt nach Figaro (Falling for Figaro)
- 2020: French Exit
- 2025: If I Had Legs I’d Kick You

### Fernsehen
- 2011: Glee (Fernsehserie, Folge 2.18)
- 2013: Newsreaders (Fernsehserie, Folge 1.06)
- 2014: Pretty Little Liars (Fernsehserie, Folge 5.02)
- 2014: Toolies (Fernsehserie, 5 Folgen)
- 2014: The Valley (Fernsehfilm)
- 2015: 2 Broke Girls (Fernsehserie, Folge 4.12)
- 2015: The Middle (Fernsehserie, Folge 7.02)
- 2016: American Horror Story: Roanoke (Fernsehserie, Folge 6.10)
- 2016: The Rachels (Fernsehfilm)
- 2017, 2019: Easy (Fernsehserie, 2 Folgen)
- 2019: Unbelievable (Fernsehserie, 5 Folgen)
- 2023: Poker Face (Fernsehserie, 1 Folge)
- 2022–2024: The Tourist – Duell im Outback (The Tourist, Fernsehserie, 12 Folgen)

### Kurzfilme
- 2010: The Thief (Kurzfilm)
- 2015: Tortoise (Kurzfilm)
- 2018: Skin (Kurzfilm)

## Auszeichnungen
Seattle International Film Festival
- 2017: Auszeichnung als Drittplatzierte mit dem Golden Space Needle Award (Patti Cake$)